# Boninbrillenvogel
Der Boninbrillenvogel (Apalopteron familiare) ist ein kleiner Singvogel aus der Familie der Brillenvögel, der auf den japanischen Ogasawara-Inseln im Pazifik endemisch ist. Bis vor kurzem wurde die Art der Familie der Honigfresser (Meliphagidae) zugeordnet und daher Boninhonigfresser genannt.
Der Boninbrillenvogel wird von der IUCN als gefährdet (vulnerable) eingestuft.

## Merkmale

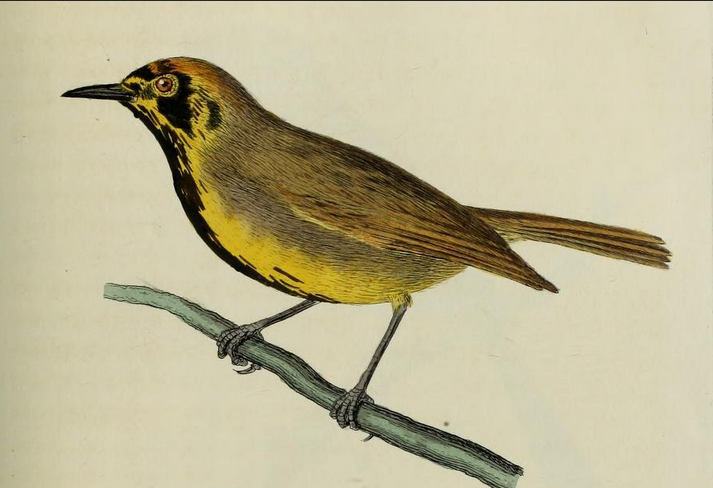
Zeichnung

Der Boninbrillenvogel ist ein kleiner Singvogel aus der Ordnung der Sperlingsvögel, der eine Länge von 13,5 Zentimetern erreichen kann. Er besitzt ein gelblich bis olivgrünes Rückengefieder. Scheitel und Mantel sind ebenfalls olivgrün. Die Flügel sind etwas heller mit einer gelben Umrandung der Flugfedern. Das Bauchgefieder ist blassgelb mit grauen Streifen an den Seiten. Die Stirn und die hinteren Ohrendecken sowie Kinn und Kehle weisen eine hellgelbe Färbung auf, während der Nacken ebenso wie die Flanken gräulich-gelb gefärbt sind. Die Schwanzfedern besitzen eine dunkelolivgrüne Färbung. Der Vogel hat eine auffallende schwarze Gesichtsmusterung, die für die japanische Bezeichnung der Art namensgebend war (jap.　メグロ, Meguro, „Schwarzauge“). Der schwarze Streifen des vorderen Scheitels und der Stirn erweitert sich in der Augengegend zu einem schwarzen Fleck, der sich in Form eines verlängerten Dreiecks bis weit unter das Auge erstreckt. Wie die meisten Brillenvogelarten besitzt der Boninbrillenvogel einen markanten weißen Augenring (vgl. englisch white-eye). Die Augen selbst sind rötlich-braun. Der Vogel hat einen schmalen, spitzen Schnabel. Die Beine sind schwarz und kräftig gebaut.

## Lebensraum und Verhalten
Der Boninbrillenvogel bewohnt ländliche Gärten mit hohen Büschen sowie Plantagen, Waldränder und offene Subtropenwälder, die die ursprüngliche Vegetation der Ogasawara-Inseln darstellen. Weil ein Großteil der ursprünglichen Vegetation verschwunden ist, musste die Art auf andere Habitate ausweichen. Auf Hahajima ist der Boninbrillenvogel auch in der Nähe von menschlichen Behausungen, im Gestrüpp und Unterholz entlang von Straßen, in bebauten Arealen und Kiefernwäldern sowie Bergwäldern und Tälern anzutreffen. Boninbrillenvögel ernähren sich vornehmlich von Wirbellosen, welche sie in zwei bis sechs Metern Höhe von Zweigen und Blättern sammeln. Früchte und Beeren stellen aber ebenfalls einen wichtigen Anteil an der Nahrung, insbesondere Papayafrüchte.
Die Nester befinden sich zumeist in sechs Metern Höhe in Astgabeln, manchmal aber auch in Baumhöhlen. Die Brutsaison reicht von März bis Juni. Das Weibchen legt bis Mai zwei Eier, die gemeinsam mit dem Männchen bebrütet werden. Die Aufzucht der Jungen teilen sich beide Elternvögel.

## Verbreitung und Bestand

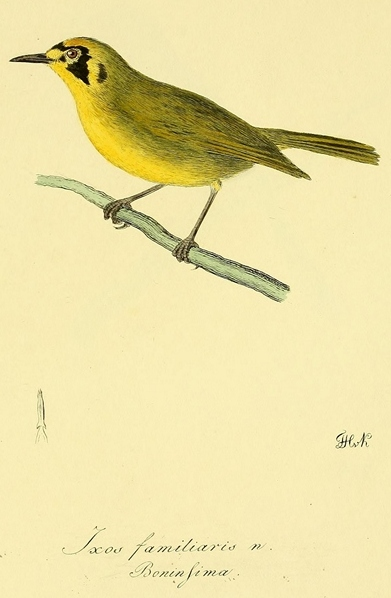
Ausgestorbene nördliche Unterart A. f. familiare (Nominatform); nach von Kittlitz

Der Boninbrillenvogel ist endemisch auf den Ogasawara-Inseln Japans. Die Art war ursprünglich auf allen drei Inselgruppen der Ogasawara-Inselkette anzutreffen, die Nominatform von den nördlichen Inseln Muko-jima und Chichi-jima ist jedoch ausgestorben. Die letzten Berichte über Sichtungen auf Muko-jima stammen aus dem Jahr 1930 und auf Chichi-jima aus den frühen 1970er Jahren. Damit ist das Vorkommen jetzt auf Haha-jima und zwei vorgelagerte kleinere Inseln beschränkt. Die Gesamtpopulation ist rückläufig und wird auf 3.500 bis 15.000 erwachsene Individuen geschätzt.

## Systematik
Der Boninbrillenvogel wurde bis vor kurzem noch zu den Honigfressern (Meliphagidae) gestellt, eine molekulargenetische Untersuchung hat jedoch gezeigt, dass die Art ein Mitglied der Familie der Brillenvögel (Zosteropidae) und eng mit dem auf den Marianen vorkommenden Goldbrillenvogel (Cleptornis marchei) verwandt ist. Seit 1930 werden zwei Unterarten unterschieden: Die Nominatform A. f. familiare von den nördlichen Ogasawara-Inseln Chichi-jima und Muko-jima, sowie A. f. hahasima Yamashina, 1930 von Haha-jima und einigen Nebeninseln. Die nördliche Unterart und Nominatform A. f. familiare ist jedoch bereits ausgestorben, so dass die Art auf die Populationen der Unterart A. f. hahasima von Hahajima und zwei kleinen benachbarten Inseln – Imoto-jima und Mukoh-jima – beschränkt ist. DNA-Analysen haben ergeben, dass es sich dabei um drei voneinander zu unterscheidenden Populationen handelt.

## Gefährdung und Schutz
Die beinahe vollständige Rodung der ursprünglichen Bewaldung auf den Bonin-Inseln hat zum Verschwinden des Boninbrillenvogels auf mehreren Inseln geführt und stellt nach wie vor die größte Gefährdung für die Art dar. Nestplünderungen durch eingeschleppte Hausratten stellen möglicherweise eine weitere Bedrohung dar. Die Konkurrenz durch den Japanbrillenvogel hingegen hat nur einen geringen bis gar keinen negativen Effekt auf die Verbreitung des Boninbrillenvogels.
Der Boninbrillenvogel ist in Japan gesetzlich unter Schutz gestellt. So ist die Ogasawara-Inselkette staatliches Naturschutzgebiet, in erster Linie zum Schutz des Boninbrillenvogels. Heimische Pflanzen werden wieder angesiedelt, Maßnahmen zur Ausrottung invasiver Spezies wie Hauskatzen und Ratten werden umgesetzt.

## Etymologie und Forschungsgeschichte
Heinrich von Kittlitz beschrieb den Boninbrillenvogel unter dem Namen Ixos familiaris. Das Typusexemplar brachte er von einem vierzehntägigen Aufenthalt auf Bonisima im Mai 1828 mit.
Der Begriff »Apalopteron« leitet sich aus den griechischen Worten »hapalos ἁπαλός« für »zart, weich« und »ptilon πτίλον« für »Feder« ab. Das lateinische Artepitheton »familiaris« bedeutet »vertraut, geläufig, freundlich«. So schrieb von Kittlitz über ihr Verhalten:

„Zur Winterzeit soll er oft in Menge um jene Wohnung gekommen seyn und alle Scheu abgelegt haben.“

Das Wort »hahasima« soll den Fundort der Unterart, die Insel Haha-jima, beschreiben.